# Astarté

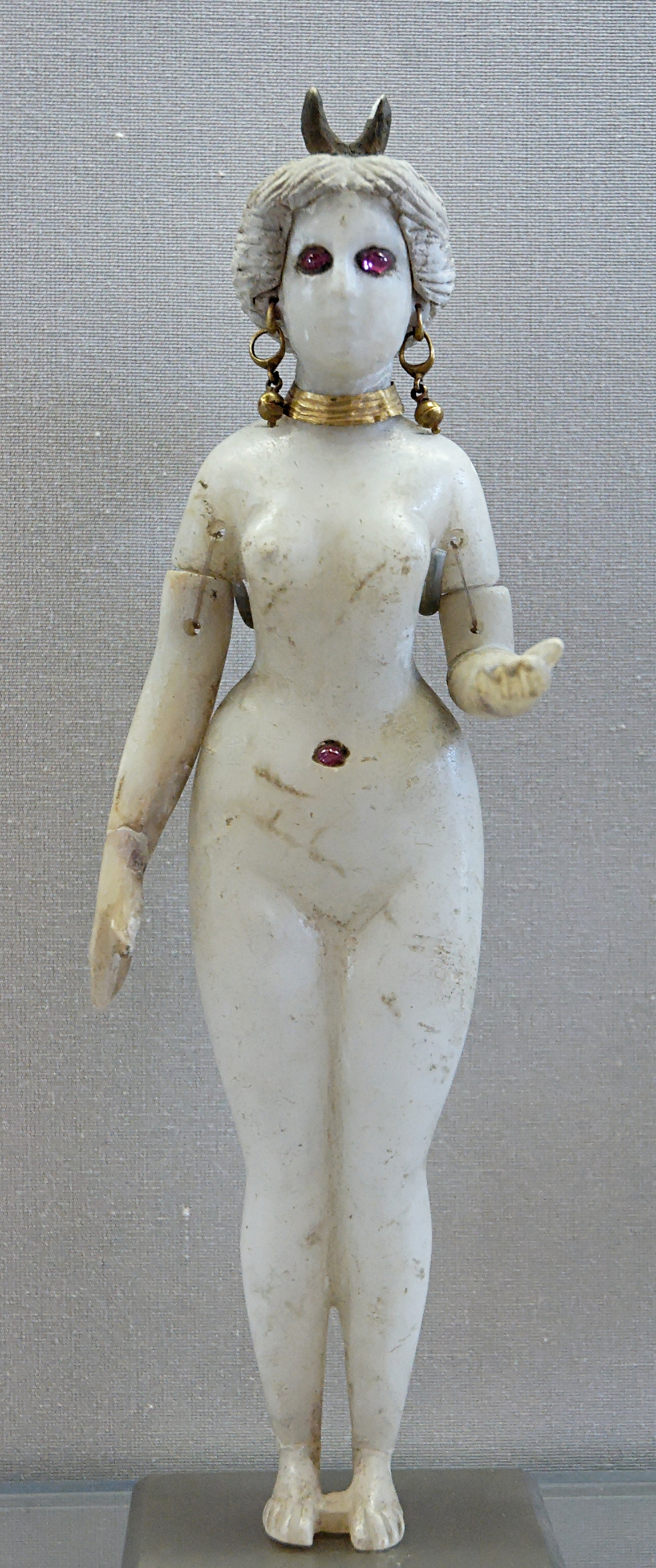
Estatuilla mesopotámica representando a Ishtar o posiblemente Astarté, siglo -

Astarté (en fenicio 𐤏𐤔𐤕𐤓𐤕 [ˁštrt] /ʾAshtarti/) es la asimilación fenicia-cananea de una diosa mesopotámica que los sumerios conocían como Inanna, los acadios, asirios y babilonios como Ishtar y los hebreos como Astarot. 

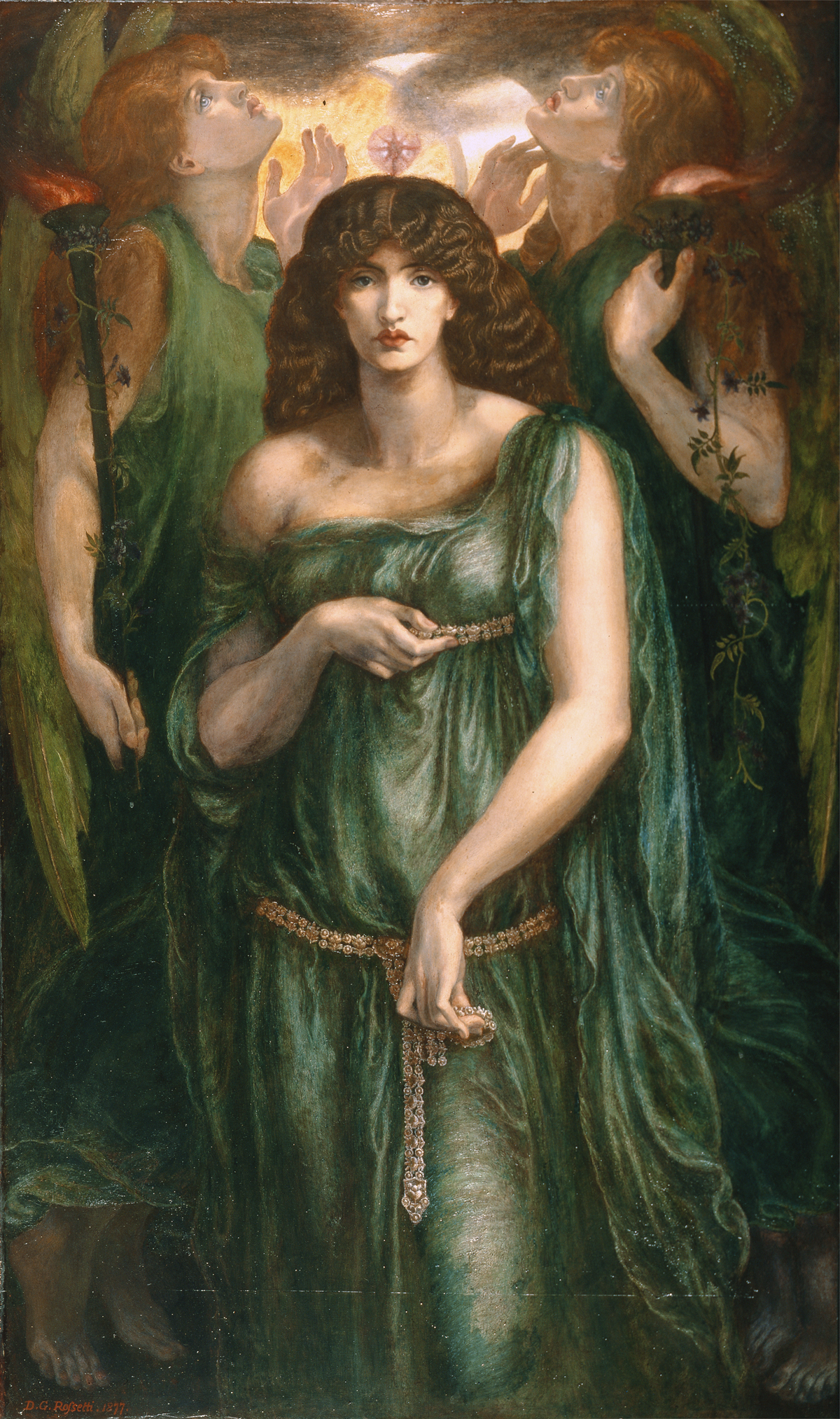
Astarté siríaca. 1877. Rossetti.

Representaba el culto a la madre naturaleza, a la vida y a la fertilidad, así como la exaltación del amor y los placeres carnales. Con el tiempo, se tornó también en diosa de la guerra y recibió cultos sanguinarios y sexuales de sus devotos. Su culto se expandió con su faceta de Tanit, venerada especialmente en la ciudad de Cartago.

## Nombre
Astarté es equiparada en nombre, origen y funciones con la diosa Ishtar de los textos de Mesopotamia. Otra transliteración es ’Ashtart.
- En griego Αστάρτη (Astártē)
  - En la época helenística (siglos IV a I a. C.) cuando los griegos se asentaron en Oriente Próximo, asimilaron a Astarté en parte con la diosa Afrodita y en parte con Deméter.

- En hebreo se llamaba עשתרת (transliterado Ashtóreth):
  - Astoret es el nombre peyorativo hebreo correspondiente a la diosa feniciocananea y que llegó a ser adorada por los judíos, en Samuel 7:3 este dijo entonces a toda la casa de Israel: «Si ustedes se vuelven al Señor de todo corazón, dejen de lado a los dioses extraños y a las Astartés que hay en medio de ustedes; dirijan sus corazones hacia el Señor y sírvanlo sólo a él. Así el Señor los librará del poder de los filisteos». En la Biblia hebrea a menudo se la presenta como el complemento femenino del dios El (Baales) (Jue 2.13; 10.6; 1 S 7.3, 4; 12.10) y se la conoce también con el nombre de Asera o Ashêrâh (Jue 6.25; 1 R 18.19). Como su culto se basaba en la prostitución sagrada (tanto masculina como femenina), se cree que el nombre Astoret es una forma hebrea del nombre semítico Astarté modificado por los hebreos con las vocales de la palabra bōshet (‘abominación’).
  - Su nombre suele encontrarse en el Antiguo Testamento en la forma plural Astaroth.
- En ugarítico ‘ṯtrt (también ‘Aṯtart o ‘Athtart).
- En acadio DAs-tar-tú (también Astártu).
- En etrusco Uni-Astre (según las tablillas de Pyrgi).
- Astar: diosa de Abisinia (actual Etiopía).
- Athar: dios de la fertilidad y la lluvia en la Arabia del sur.
- Ishtar: diosa de Mesopotamia.
- Inanna: diosa sumeria del amor, la naturaleza y la fertilidad.

Todas ellas estaban identificadas invariablemente con el lucero del alba o planeta Venus, Azzuhara en árabe; Ahura Mazda sería: 'luz grande'.
De acuerdo con el libro The Early History of God, Astarté sería la encarnación correspondiente a la Edad de Hierro (después del 1200 a. C.) de la diosa Ashera, de la Edad de Bronce (antes del 1200 a. C.).

## Etimologías
Las diosas Astarté e Ishtar y equivalentes, están relacionadas con el planeta Venus. Son cognados del nombre hebreo Estēr (Ester).
Aunque suenen parecido cuando las pronunciamos a la manera occidental, no se parecen ni tienen relación etimológica con las palabras de raíz indoeuropea que equivalen al castellano "estrella", y que son cognadas entre sí: el latín stella y sus derivados romances (el francés étoile, el español estrella, el rumano stea...), el inglés star, el alemán stern, el sueco stjärna, el griego clásico astér (moderno astéras), y el persa y hindi setareh.

## Iconografía

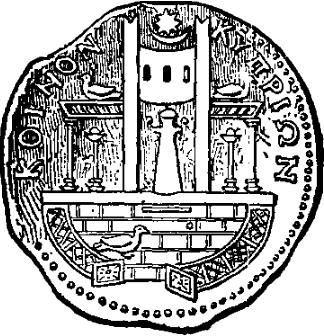
Moneda chipriota del reinado de Caracalla (siglos II/III d. C.). Representa el templo de Afrodita en Pafos. La leyenda dice «KOINON CYPRION» (Confederación de Chipriotas)

La iconografía de Astarté, virtualmente idéntica a la de Tanit, se caracteriza por la desnudez, símbolo de sexualidad y fertilidad, y el león, emblema de guerra y fiereza. Las representaciones más populares la emplazan desnuda, en ocasiones alada y dotada de discos solares y lunares sobre la cabeza, y con leones echados a sus pies o directamente bajo éstos. Además del león, se la asociaba con animales como la paloma, probablemente en vinculación con la navegación astronómica innovada por los fenicios, y la abeja, productora de la miel que simbolizaba lo divino y la inmortalidad. También se la identificaba con plantas como la palmera y la flor de loto.
Un motivo artístico particular es la de asimilarla con Europa, cabalgando a lomos de un toro que representaría a otra deidad semítica. Similarmente, tras la adopción de su culto en Egipto, era frecuente asociarla con el carro de guerra de Ra u Horus, además del hacha fenestrada o crescéntica. Dentro de la cultura íbera, se ha teorizado que las esculturas conocidas como Damas (destacándose la de Baza, el Cerro de los Santos, Guardamar y Elche) podrían constituir efigies iberizadas de la diosa.

## Rituales
Astarté ostentaba facetas nutricias, carnales y guerreras, volviéndole una personificación del cambio en la vida humana, como el nacimiento, la cópula y la muerte en el campo de batalla. Su adoración incluía libaciones y lustraciones con vino y agua, y se ha especulado también que la flor de loto podría haberse usado como psicoactivo incubatorio para conseguir sueños intensos y vívidos, cociéndose sus rizomas en alcohol a fin de extraer sus alcaloides. También era frecuente el uso de opio, extraído de la adormidera, a fin de excitar el deseo sexual. La prostitución sagrada en honor a Astarté aparece citada en fuentes antiguas.

## Culto

### Egipto
Astarté fue llevada a Egipto durante la Dinastía XVIII, principalmente de manos de mercaderes fenicios que comerciaban en el puerto de Menfis. Se la asimilaría con la diosa leonina Sekhmet, hija del dios Ptah, y con el séquito victorioso de Horus, así como Isis en tiempos posteriores. De la misma manera, probablemente a causa del intercambio cultural subyacente, Sekhmet y Bastet se volvieron diosas populares en el área semita. El templo de Horus en Edfu contiene vestigios de su culto bajo el reinado de Ptolomeo XVI.

### Hispania

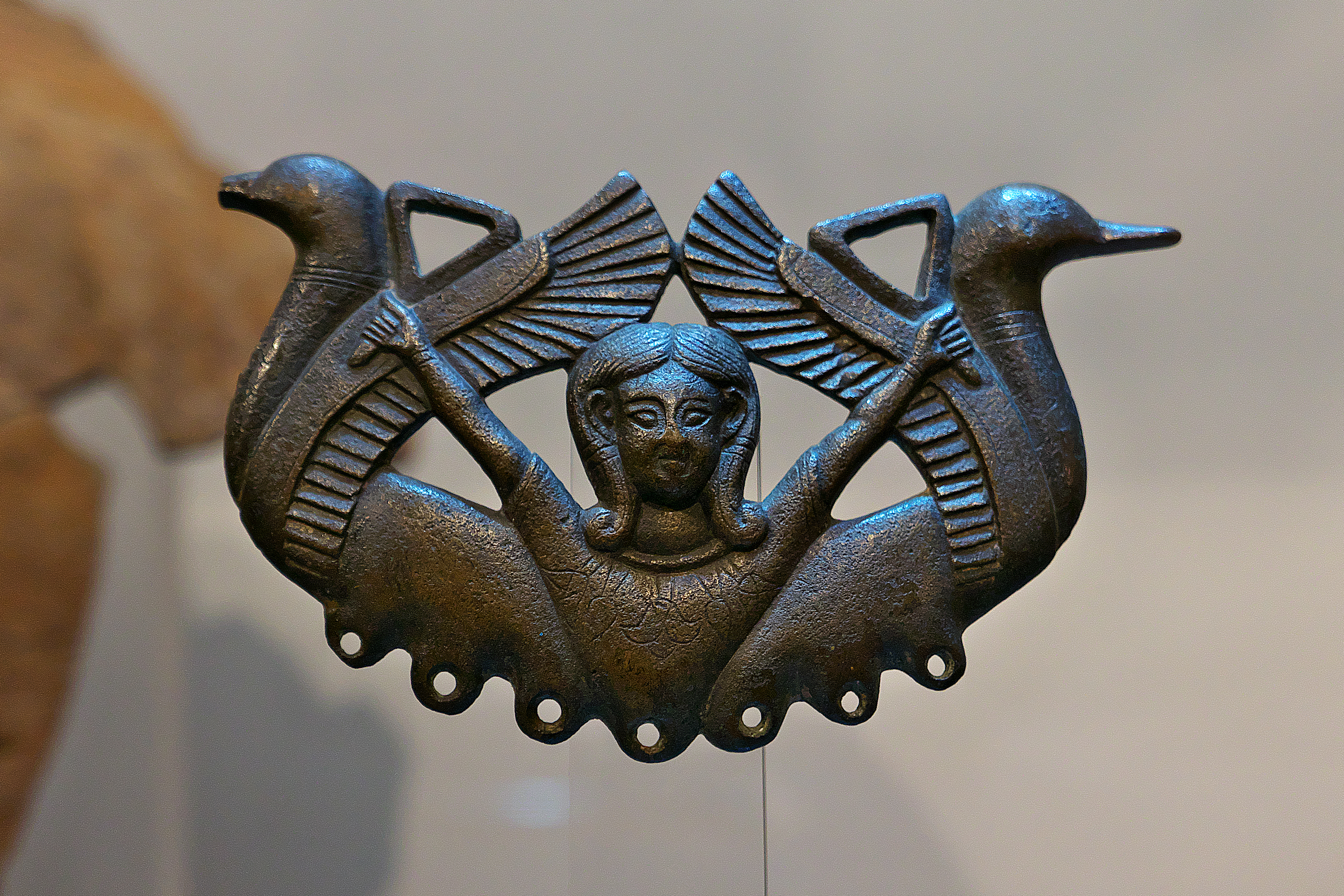
Astarté, Bronce Carriazo.

Traída a Hispania por la colonización fenicia alrededor del siglo VIII a. C., Astarté se convirtió posiblemente en la diosa más icónica del mundo íbero, asimilándose a deidades indígenas de atributos parecidos relacionadas con la feminidad y la fertilidad. Su culto se extendió por toda la costa mediterránea, donde contaba con centros de culto en las ciudades de Gadir, Tartessos, Cástulo y Cancho Roano, donde se celebraba la prostitución sagrada en su honor; y llegó a alcanzar regiones comparativamente septentrionales, mencionándose emplazamientos sudlusitanos y carpetanos en las modernas Medellín (Badajoz) y El Berrueco (Madrid). El llamado «Monte de Venus», utilizado como cuartel por el caudillo Viriato tras la costa norte del Tajo, también ha sido identificado como un posible santuario sincrético de esta diosa.
El culto a Astarté se vería fortalecido por la ocupación cartaginesa a lo largo de la segunda guerra púnica, que traería consigo la devoción de su emanación cartaginesa Tanit (frecuentemente referida todavía como Astarté, incluso en Cartago, como rasgo arcaizante), y se adentraría en la época imperial romana bajo el nombre asimilado de Dea Caelestis, investida de atributos de las diosas romanas Juno, Diana y Minerva.